# Skald-Hall
Skald-Hall (Skáld-Hallr eller Skáldhallr) var en isländsk skald som levde på 1200-talet och besjöng asbirningarnas hövding Brand Kolbeinsson. Han deltog i slaget vid Haugsnes och diktade därefter en drapa, troligen en erfidrápa, över sin fallne hövding. Sex strofer av denna drapa har bevarats i Tord kakalis saga, som ingår i Sturlungasagan. Utöver detta är ingenting känt om Skald-Hall, men de bevarade stroferna är intressanta ur flera synpunkter.
Skald-Hall var inte främmande för att om sin herres (Brands) fiender använda både hånfulla och nedsättande uttryck. Sturlungarna kallas exempelvis för gaurar (tölpar), vilket, enligt Finnur Jónsson, saknar motstycke i tidigare diktning. Att skalder inte brukade uttrycka sig så har säkert en mycket enkel förklaring. Oftast var de inte personligt och känslomässigt engagerade i sina herrars strider, och inte heller ville de väl spoliera eventuella karriärmöjligheter hos någon annan herre genom att uttrycka sig nedsättande om den nuvarande herrens fiender. Oftast prisar de i stället den besegrade fiendens tapperhet, vilket är ganska logiskt: Den egna herrens ära måste naturligtvis framstå som så mycket större om han har besegrat en tapper fiende än om han har segrat över en feg kruka. När Skald-Hall bryter mot denna regel, kan man egentligen bara dra en slutsats, nämligen att han själv varit mycket personligt engagerad i konflikten. Troligen härstammade han själv från nordlandet, som Finnur Jónsson antar; kanske tillhörde han rentav asbirningarnas ätt.
Skald-Hall är också intressant därför att han, enligt Finnur Jónsson, tycks ha varit den förste som tillåtit sig att uppta nya ordformer och ett nytt uttal. Han rimmar exempelvis fyst utan r (vilket Sturla Tordsson också gjorde 20 år senare) och han låter bit- vara helrim till rít. Han använder också pluralformen skerðundar (f. skerðendr). Skald-Hall står med andra ord på gränsen mellan norröna och isländska.